# 아레키파주

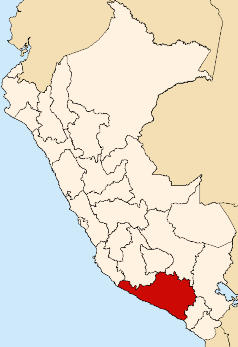
아레키파 주의 위치

아레키파주(스페인어: Departamento de Arequipa)는 페루 남부에 위치한 주로 주도는 아레키파이며 면적은 63,345.39km2, 인구는 1,218,168명(2010년 기준)이다.
북쪽으로는 이카 주와 아야쿠초 주, 아푸리막 주, 쿠스코 주, 동쪽으로는 푸노 주, 남쪽으로는 모케과 주, 서쪽으로는 태평양과 접한다. 8개 군과 109개 구를 관할한다.